# 세일 (그레이터맨체스터주)

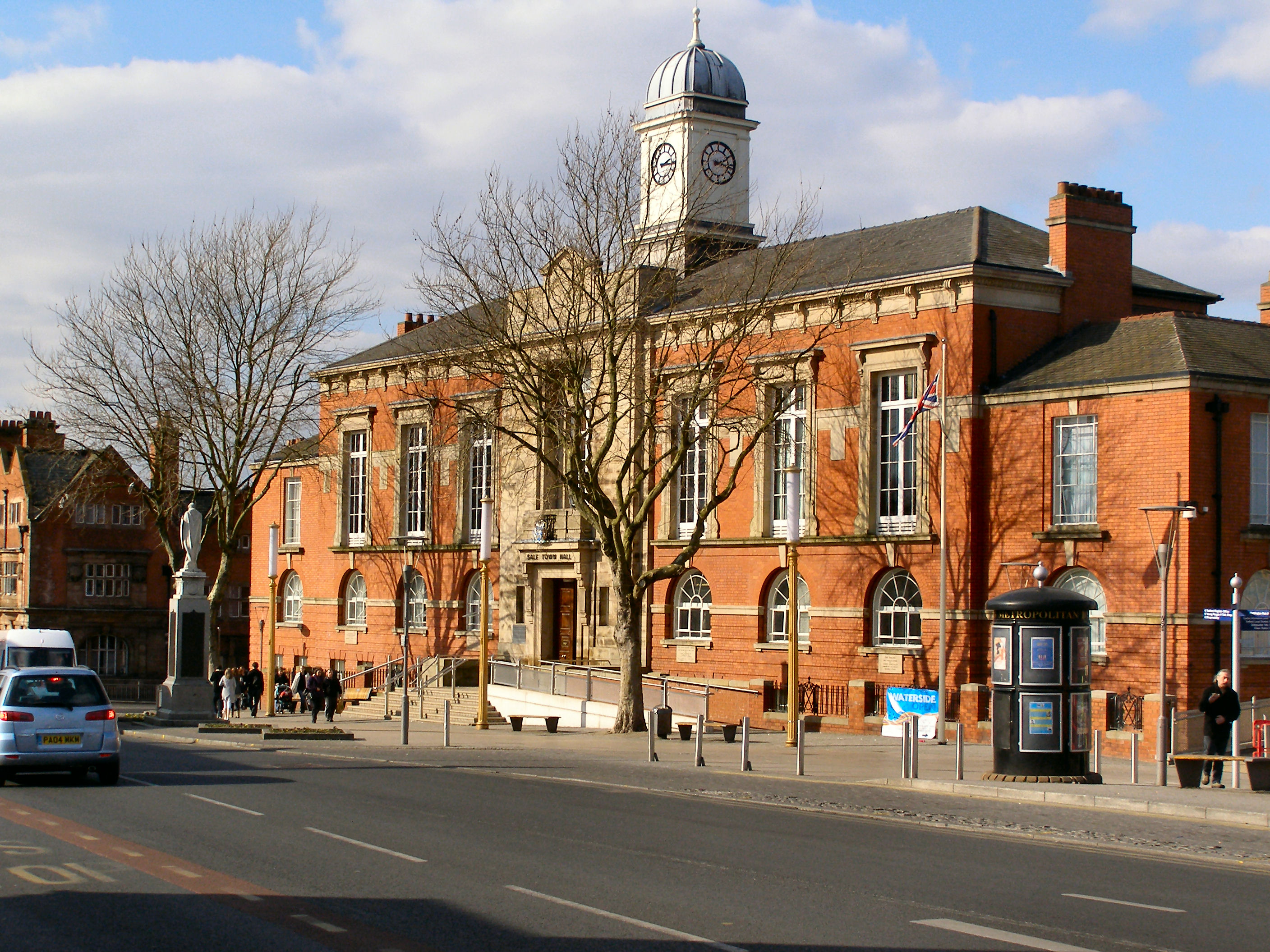

세일(Sale)은 잉글랜드 그레이터맨체스터주의 도시이다.